# Nikolaus Thalherr

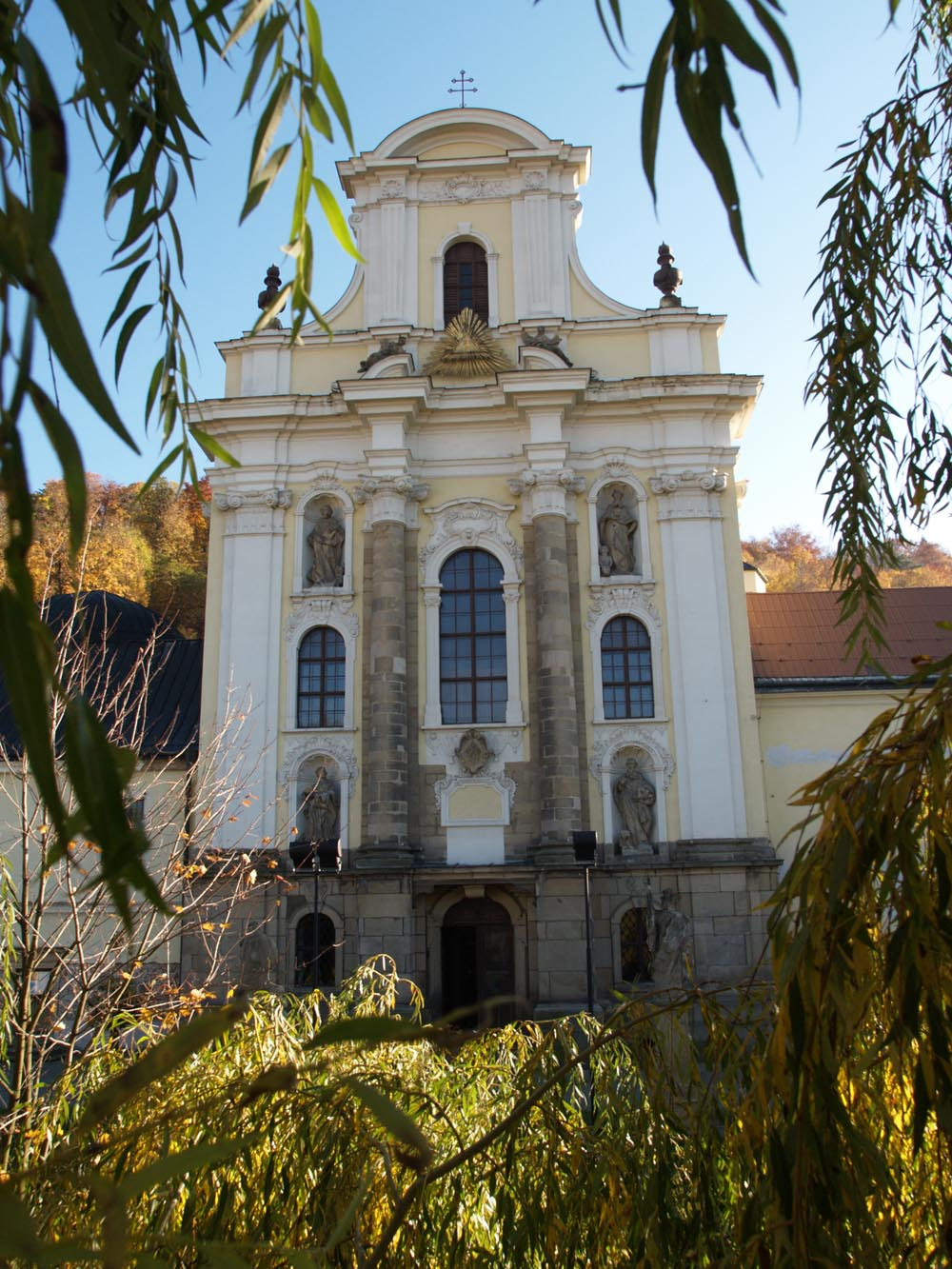
Kościół Trójcy Przenajświętszej w Fulneku

Nikolaus Thalherr – architekt arcybiskupa ołomunieckiego. Okres jego twórczości przypada na lata 1747–1783. Jest autorem projektu kościoła we Fulneku, jego autorstwo przypisuje się także kościołom w Budišovie nad Budišovką (Wniebowzięcia Marii Panny, 1746–1755) i w Šternberku.